# Trigonisca atomaria
Trigonisca atomaria (лат.) — вид безжальных пчёл из трибы Meliponini семейства Apidae. Не используют жало при защите. Хотя жало у них сохранилось, но в сильно редуцированном виде. Вид был впервые описан в 1917 году американским энтомологом Теодором Коккереллем (Theodore Dru Alison Cockerell; 1866—1948).

## Распространение
Неотропика: Коста-Рика (Alajuela, Guanacaste, Puntarenas), Панама (Chiriquí, Colón).

## Описание
Отмечено опыление растений Cecropia insignis (Moraceae), Socratea durissima, Elaeis oleifera (Palmae), Pouteria stipitata (Сапотовые), Sechium edule (Тыквенные) и хищничество термитов.